# Флуид
Флуид је термин из физике који означава материју која се непрестано деформише под утицајем неког тангенцијалног напона. Флуиди су фазе материје и укључују течности и гасове, а тај заједнички назив указује на њихова заједничка својства, притом не искључујући њихове разлике.
Флуиди се међусобно првенствено разликују по стишљивости. На пример, гасови имају већу стишљивост од течности. Оно по чему су течности и гасови слични јесте покретљивост њихових молекула.

## Карактеристике флуида
- Притисак у флуиду делује равномерно у свим правцима;
- Флуиди се крећу под утицајем разлика у притиску;
- Флуиди пружају отпор при кретању.

Ове карактеристике зависе од течљивости (особина супротна од стишљивости) и густине флуида.
Гасови и паре су стишљиви и мењају запремину при промени притиска. Међутим, уколико се гас креће и при томе се његов притисак не мења знатно, његова густина ће се споро мењати. У том случају гас има све исте карактеристике  као и течност.
Течности се могу сматрати нестишљивим, што значи да течност не мења своју запремину под утицајем притиска. Течне супстанце немају сталан облик, али имају сталну запремину јер су привлачне силе међу њиховим молекулима слабије, те се могу слободније кретати. Течности лако мењају свој облик, односно лако заузимају облик посуде у којој се налазе.
Течности и гасови се првенствено разликују по стишљивости, која је код гасова знатно већа него код течности. Штавише, течности се често приближно третирају као потпуно нестишљиви флуиди. Таква апроксимација је прихватљива само у контексту упоређивања течности са гасовима. Међутим, у поређењу са чврстим телима, стишљивост течности није занемарљива. Заједничко код течности и гасова је то што њихови молекули имају релативно велику покретљивост, знатно већу од молекула чврстих тела. 

### Густина и вискозност флуида
Густина (ρ) дефинисана је као маса (m) јединичне запремине (V). Густина нестишљивих флуида се не мења, за разлику од густине стишљивих флуида, где је густина пропорционална притиску.
Вискозност - води порекло од латинске речи viscum, која значи лепак, и има значење супротно од „течљив“. Уље, мед, глицерин итд. су вискозније, односно мање течљиве течности од воде, алкохола, бензина итд.
Вискознији флуиди дају већи отпор при кретању. Течности су вискозније од гасова. Вискозност се може дефинисати као макроскопски ефекат микроскопске размене импулса у флуиду. Течности са већом вискозношћу мање прскају када се на њих делује истом силом или их се сипа истом брзином. Вискозност зависи од температуре флуида. Вискозност течности са порастом температуре опада. Вискозност гасова мења се друкчије с променом температуре. Она се повећава с порастом температуре.
Вискозност је резултат унутрашњег трења у флуиду, па се и мери силом трења која се јавља при кретању. Ако се жели да израчуна величина силе која се мора употребити да би се горњи слој кретао неком брзином, јасно је да ће она првенствено зависити од саме природе флуида у коме се ови слојеви посматрају. Уколико је флуид вискознији, утолико ће бити потребна већа сила. Та величина, која зависи од природе флуида назица се динамичка вискозност и означава се са η. Осим вискозности самог флуида, на величину силе утичу и величина површине слојева, као и брзина. Уколико су они већи, утолико ће бити и потребна већа сила да би се постигла одређена брзина. И најзад, уколико су слојеви удаљенији, биће потребна мања сила да би се постигла жељена релативна брзина.

### Статика флуида
Стање флуида који се не креће одређено је његовом густином и статичким притиском. Флуид увек врши притисак на зидове суда у коме се налази.
Сила којом он делује на зидове суда је последица статичког притиска. Натпритисак је разлика укупног и атмосферског притиска. Инструменти за мерење притиска мере статички притисак. Пијезометарска цев и манометар са течношћу мере разлику притисака. Бурданов манометар мери апсолутни притисак или разлику мереног и атмосферског притиска.

### Струјање флуида
Стање флуида који струји одређено је густином, притиском и брзином. Једначина континуитета представља облик закона одржања масе. За исто време кроз сваки пресек цевног вода протекне иста маса. Одавде се добија да је код нестишљивог флуида који се креће брзином v кроз попречни пресек S, проток Q, константан:
{\displaystyle Q=Sv=const.}
Сужењем пресека повећава се брзина струјања флуида. Брзине у два пресека односе се обрнуто пропорционално површинама пресека. Проток се може мерити непосредно и посредно. Непосредно мерење протока заснива се на мерењу масе или запремине која протекне у јединици времена.
Сваки флуид који се креће има три вида енергије - потенцијалну, кинетичку и енергију притиска. Савлађујући отпоре изазване силом трења, флуид у току кретања троши енергију. При пролазу кроз црпку, флуид добија енергију за своје кретање. Бернулијева једначина може се применити само када се сме занемарити изгубљена и доведена енергија.
Пригушницима се промена кинетичке енергије (брзине) мери променом енергије притиска. Ротометар је најчешће коришћени посредни мерач протока.
Струјање флуида може бити слојевито - ламинарно, и вртложно-турбулентно. Бездимензиони Рејнолдсов критеријум омогућава одређивање режима струјања.
Прелазна вредност Рејнолдсовог критеријума је 2300. При ламинарном струјању постоје веће разлике брзина у флуиду него при вртложном. Гранични слој има велики утицај на брзину свих осталих операција. Повећање брзине струјања води смањењу дебљине граничног слоја.

### Мешање течности
Мешањем се хомогенизују суспензије и емулзије. Примењује се и када је потребно убрзати грејање или растварање. Мешалице се деле на механичке и пнеуматске. Енергија која се троши на мешање највише зависи од вискозности течности, димензија мешалице и брзине кретања.

### Транспорт флуида
Машине за покретање флуида деле се на црпке за течности (црпке) и црпке за гасове (вентилатори).
Најчешће се користе центрифугалне црпке јер су једноставне и раде континуално. Клипне и ротационе црпке могу да остваре велике притиске у потисном воду. Центрифугални вентилатори остварују веће разлике притисака него аксијални вентилатори.

## Идеални флуид
Идеални флуид је најједноставнији модел идеализације у многим проблемима динамике флуида. Идеални флуид се дефинише као непрекидна, неуништива средина која се креће без унутрашњег трења. Код идеалног флуида, запреминска маса се такође не мења, тј. остаје стална. У најужем смислу речи, то је непрекидна средина која поседује следећа својства: не постоји унутрашње трење међу слојевима (вискозност) и нестишљива је.
Појам идеалног флуида се разликује од појма идеалног гаса. Модел идеалног гаса изражава дисконтинуалност, честичну структуру гаса. Њиме се гас представља као скуп огромног броја молекула, који се замишљају као идеално еластичне честице које узајамно делују само у директним међусобним сударима и ударима о зидове суда.

### Кретање идеалног флуида
Кретање идеалног флуида карактеришу четири основна макроскопска параметра: густина, притисак, температура и брзина делића флуида. У овом случају под појмом „делић“ подразумева се део супстанције обухваћене елементарном запремином, чије се димензије у одређеним односима могу занемарити.
Стационарно протицање је најједноставнији облик кретања флуида. Код стационарног протицања нема нагомилавања делића флуида, нити њиховог вртложног кретања.
Стање стационарног струјања је стање у којем се идеалан флуид налази ако се у некој тачки простора (унутар цеви кроз коју протиче идеалан флуид) брзине честице не мењају у току времена. Кад је струјање идеалног флуида у питању, оно је увек стационарно јер је унутрашње трење тог струјања важан предуслов за стварање вртлога. При томе, брзина кретања честице може бити различита од тачке до тачке дуж њене путање. Међутим, у било којој тачки простора брзине свих честица које прођу кроз ту тачку су једнаке. Ако се, пак, ови параметри мењају у току времена у датој тачки, онда је кретање флуида нестационарно.